# Teodor Rudenco
Teodor Rudenco (oder Rudenko * 1909; † 1967) war ein rumänischer Diplomat und sowjetischer Spion.

## Werdegang
In seiner Schulzeit engagierte er sich in der Rumänischen Kommunistischen Partei und war mit Gheorghe Gheorghiu-Dej, dem späteren Führer der Kommunistischen Partei Rumäniens, im Gefängnis Doftana inhaftiert. Nach der Gründung der rumänischen Volksrepublik war er vom 5. Dezember 1947 bis Dezember 1949 Botschafter in Belgrad Jugoslawien und zeitgleich in Tirana akkreditiert.
Vom 10. März 1950 bis Dezember 1952 war er Botschafter in Peking.
Vom 18. November 1957 bis 1958 war er ein zweites Mal Botschafter in Peking.
Teodor Rudenco, dessen Spitzname Fedia war (und mit Ivanka, einer Bulgarin, verheiratet war), schrieb den Text des revolutionären Sanges »Privesc din Doftana«.